# Альфред Мйодович
Альфред Віктор Мйодович (пол. Alfred Wiktor Miodowicz; 28 червня 1929, Познань — 17 вересня 2021) — польський профспілковий діяч і політик, керівник офіційних профспілок ПНР. Член політбюро ЦК ПОРП у 1986—1990 роках. Відіграв помітну та суперечливу роль у процесі суспільно-політичної трансформації 1988—1989 років.

## Кар'єра в офіційних профспілках
Народився в сім'ї чиновника «санаційного» режиму. У дитинстві виховувався на ідеях антикомунізму. Однак після Другої світової війни під впливом нової державної влади перейнявся комуністичною ідеологією. У 1947 році Альфред Мйодович вступив до Союзу боротьби молодих (на той час ця організація перетворилася з антинацистського підпілля в одержавлену прокомуністичну силову структуру).
З 1952 року — член Спілки польської молоді (на кшталт польського комсомолу). Вступив працювати на металургійний завод імені Леніна у Кракові, став профспілковим функціонером. У 1959 році вступив до ПОРП.
Після фактичного паралічу офіційних профспілок ПНР влітку 1980 року партійно-державне керівництво вжило заходів до переформування контрольованого профспілкового руху. 1983 року Альфред Мйодович очолив Федерацію профспілок металургійної промисловості (обіймав цю посаду до 1987 року). У листопаді 1984 року під егідою влади було створено Всепольську угоду профспілок (ВСПС), головою якої став Мйодович. Однак ці профспілки не викликали жодного ентузіазму, не були популярними та комплектувалися у напівпримусовому порядку.
У 1985—1986 роках Мйодович — голова комісії з перевірки скарг населення при ЦК ПОРП. У 1985—1986 роках — член Держради ПНР, у 1985—1989 роках — депутат сейму. У 1986 році кооптовано у ЦК та політбюро, опікувався ВСПС.

## Політичний поворот 1988 року
Навесні — влітку 1988 року Польщу знову охопили масові страйки та маніфестації. Явним порядком розпочалася релегалізація «Солідарності». Альфред Мйодович спочатку зайняв жорстку позицію, не тільки через комуністичні погляди, а й сильно побоюючись міжпрофспілкової конкуренції. Однак він досить швидко зорієнтувався і, на подив партійних керівників, став виступати за прискорені політичні реформи, багатопартійні парламентські вибори, повну свободу слова та друку. При цьому він навіть шукав підтримки у горбачовському керівництві СРСР. У свій час Мйодович розраховував домогтися для ВСПС статусу самостійного учасника Круглого столу, але цього не сталося (навесні 1989 року Мйодович брав участь у Круглому столі як представник партійно-урядової сторони).
30 листопада 1988 року Медович брав участь у теледебатах з Лехом Валенсою. Відстоюючи позиції ПОРП й уряду, він зазнав повної поразки в полеміці.
На виборах 1989 року Альфред Мйодович висувався до сейму за «національним списком» ПОРП (до якого входили, зокрема, такі діячі як-от Чеслав Кіщак та Флоріан Сивіцький). Як і майже всі кандидати списку, Мйодович зазнав нищівної поразки та не був обраний до парламенту.

## У Третій Речі Посполитій
1990 року Мйодович намагався організувати на основі ВСПС протестний рух проти уряду Мазовецького-Бальцеровича. Він особисто брав участь у вуличних демонстраціях. Однак, попри важкі соціальні наслідки «шокової терапії», антиурядові виступи перших місяців реформи не набули широких масштабів.
1991 року Мйодович залишив посаду голови ВСПС. У 1992—1995 роках очолював посткомуністичну ліву партію «Рух трудівників». Великого політичного впливу партія не досягла, влившись у СДЛС. Після 1995 року Мйодович відійшов від політики.

## Загибель дочки та сина
Особисте життя Альфреда Мйодовича склалося трагічно. 10 серпня 1986 року в катастрофі на Чогорі загинула його дочка Доброслава Мйодович-Вольф, знана спортсменка- альпіністка.
Син Костянтин Мйодович був активістом демократичної опозиції, членом Незалежної спілки студентів, соратником Яна Рокіти. У Третій Речі Посполитій він служив у МВС й Управлінні охорони держави. Перебував у раді Фонду «Інститут Леха Валенси». Був депутатом сейму від Виборчої акції «Солідарність», християнських демократів та Громадянської платформи, брав участь у розслідуванні кримінально-корупційних скандалів, пов'язаних із посткомуністичними діячами. Таким чином, батько та син Мйодовичі були політичними супротивниками.
1 травня 2013 року Костянтин Мйодович отримав важку побутову травму, тривалий час провів у комі та помер 23 серпня того ж року.